# Liv Barfoed
Liv Barfoed (født 1957) er en dansk stylist, designer og model.
Liv er uddannet fra Margrethe-Skolen i 1979 og den første rigtige stylist i Danmark. Hun er indehaver af PR studiet, som blandt andet laver presse til danske og udenlandske modevirksomheder. PR Studiet har bl.a. skabt modeshows for CPH Vision, Noa Noa, Triumph, Magasin du Nord, Georg Jensen, Saga Furs ect.
Liv Barfoed har derudover designet en high fashion linje for Hummel sammen med Lise Kravin.